# Ô tô
Ô tô (hay xe hơi hoặc xe con) là loại phương tiện giao thông chạy bằng 4 bánh có chở theo động cơ của chính nó. Tên gọi ô tô được nhập từ tiếng Pháp (automobile), tên tiếng Pháp xuất phát từ từ auto (tiếng Hy Lạp, nghĩa là tự thân) và từ mobilis (tiếng La Tinh, nghĩa là vận động). Từ automobile ban đầu chỉ những loại xe tự di chuyển được gồm xe không ngựa và xe có động cơ. Còn từ ô tô trong tiếng Việt chỉ dùng để chỉ các loại có 4 bánh. Chữ "xe hơi" bắt nguồn từ chữ Hoa 汽車, phát âm theo Hán Việt là khí xa. Còn người Nhật gọi ô tô là 自動車 (Tự động xa) nghĩa là xe tự động. Các kiểu khác nhau của ô tô gồm các loại xe: xe buýt, xe tải.
Có khoảng 1,32 tỷ chiếc xe được sử dụng trên toàn thế giới vào năm 2016. Khi lần đầu tiên ra mắt, ô tô được hoan nghênh như một (phương tiện) cải tiến về môi trường so với ngựa. Trước khi nó ra mắt ở thành phố New York; hơn 10,000 tấn phân hàng ngày được dọn khỏi các đường phố. Tuy nhiên, năm 2006, ô tô là một trong những nguồn gây ô nhiễm không khí và tiếng ồn cũng như ảnh hưởng tới sức khoẻ trên khắp thế giới.
Đầu những năm 2020, phần lớn ô tô vẫn sử dụng động cơ đốt trong, tiêu thụ nhiên liệu hóa thạch. Nhưng xe điện, vốn đã xuất hiện từ rất lâu rồi, bắt đầu phổ biến trở lại từ những năm 2000. Dự kiến, giá xe điện sẽ rẻ hơn xe xăng trước năm 2025.

## Cấu trúc
Đa số ô tô có từ 4 bánh trở lên, sử dụng động cơ đốt trong để tiêu thụ nhiên liệu (như xăng, dầu Diesel, hay các nhiên liệu hóa thạch hay nhiên liệu sinh học khác) nhằm sinh ra momen quay ở bánh xe giúp cho nó có thể di chuyển trên đường bộ. Một số ô tô sử dụng động cơ điện hoặc kết hợp cả động cơ đốt trong và động cơ điện (hybrid), với nguồn điện lấy từ ắc quy, máy phát điện, pin nhiên liệu,...

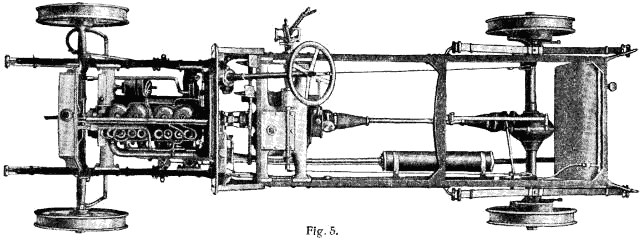
Bộ khung một ô tô dùng động cơ đốt trong đầu thế kỷ 20...

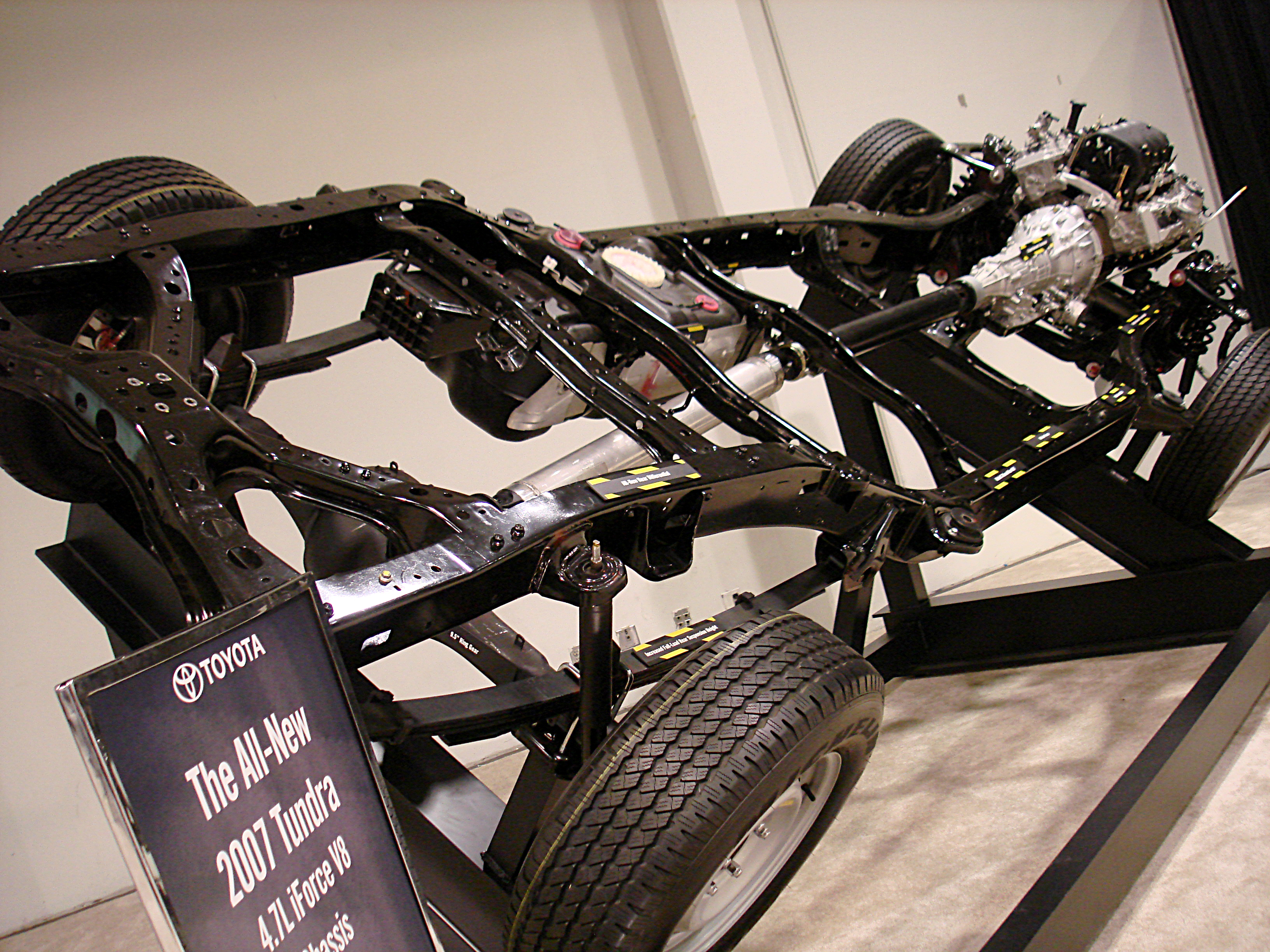
...và bộ khung của một ô tô chạy xăng của Toyota đầu thế kỷ 21.

Các ô tô sử dụng động cơ đốt trong thường có thêm hệ thống nhiên liệu, hệ thống khởi động, phát điện,... Ô tô hiện đại còn có hệ thống dẫn lái, hệ thống treo (hệ thống giảm xóc), hệ thống chiếu sáng ô tô, hệ thống điều hòa không khí, hay các hệ thống đảm bảo an toàn cho người sử dụng như túi khí (airbag), hệ thống chống bó phanh (ABS),...

## Lịch sử
Chiếc ô tô chạy bằng động cơ xăng (động cơ Otto) được Karl Benz phát minh ra ở Đức năm 1885. Mặc dù Karl Benz được công nhận là người sáng tạo ra chiếc ô tô hiện đại, nhiều kỹ sư người Đức khác cũng đã làm việc để chế tạo ra những chiếc ô tô khác trong cùng thời gian. Các nhà phát minh đó là: Karl Benz, người được cấp một bằng sáng chế ngày 29 tháng 1 năm 1886 ở Mannheim cho chiếc ô tô ông chế tạo năm 1885, Gottlieb Daimler và Wilhelm Maybach ở Stuttgart năm 1886 (cũng là những nhà phát minh ra chiếc xe motor đầu tiên), và năm 1888-89 nhà phát minh người Đức gốc Áo là Siegfried Marcus ở Viên, mặc dù ông không đạt tới giai đoạn thực nghiệm.

### Các phương tiện dùng động cơ đốt trong
Năm 1806 Fransois Isaac de Rivaz, một người Thụy Sĩ, đã thiết kế ra chiếc động cơ đốt trong (hiện nay thỉnh thoảng được viết tắt là "ICE") đầu tiên. Sau đó, ông dùng nó để phát triển ra loại phương tiện đầu tiên trên thế giới chạy bằng động cơ sử dụng một hỗn hợp hydro và oxy để phát ra năng lượng. Thiết kế này không thành công lắm, cũng giống như trường hợp nhà phát minh người Anh Samuel Brown, và nhà phát minh người Mỹ, Samuel Morey, những người đã chế tạo ra những phương tiện có động lực từ các động cơ đốt trong kềnh càng vào khoảng năm 1826.
Etienne Lenoir đã chế tạo thành công một động cơ đốt trong đứng yên năm 1860, và trong vòng vài năm, khoảng bốn trăm chiếc như vậy đã hoạt động ở Paris. Khoảng tới năm 1863, Lenoir đã lắp cái động cơ của ông lên một chiếc xe. Có lẽ động cơ của nó dùng nhiên liệu từ các bình gas thắp đèn thành phố, và Lenoir đã nói rằng nó "chạy chậm hơn một người đi bộ, và luôn luôn gặp trục trặc". Trong bằng sáng chế năm 1860 của mình, Lenoir đã thêm vào một cái chế hoà khí (carburettor), nhờ thế nhiên liệu lỏng có thể được dùng để thay thế cho khí gas, đặc biệt cho các mục đích chuyển động của phương tiện. Lenoir được cho rằng đã thử nghiệm nhiên liệu lỏng, như cồn, vào các động cơ đứng yên của mình; nhưng không có vẻ rằng ông đã dùng các động cơ đó để lắp lên xe của mình. Nếu ông làm thế, chắc chắn ông không dùng xăng, bởi vì nó chưa tiện dụng vào lúc ấy và bị coi là một sản phẩm phụ bỏ đi.

Hình mô tả hoạt động của động cơ đốt trong bốn kỳ

Cải tiến tiếp sau xảy ra cuối thập kỷ 1860, với Siegfried Marcus, một người Đức làm việc ở Viên, Áo. Ông đã phát triển ý tưởng sử dụng xăng làm nhiên liệu cho động cơ đốt trong hai kỳ. Năm 1870, sử dụng một xe đẩy tay đơn giản, ông đã chế tạo một phương tiện thô không có chỗ ngồi, thiết bị lái, hay phanh, nhưng nó rất đáng chú ý ở một điểm: nó là phương tiện lắp động cơ đốt trong đầu tiên trên thế giới sử dụng nhiên liệu xăng. Nó được đem ra thử nghiệm ở Viên tháng 9 năm 1870 và bị xếp xó.
Năm 1888 hay 1889, Marcus chế tạo một cái ô tô thứ hai, cái này có ghế ngồi, phanh và thiết bị lái và được lắp một động cơ đốt trong bốn kỳ do chính ông thiết kế. Thiết kế này có thể đã được đem ra thử nghiệm năm 1890. Mặc dù ông có được các bằng sáng chế cho nhiều phát minh của mình, ông không bao giờ xin cấp bằng phát minh cho các thiết kế ở thể loại này. Động cơ đốt trong bốn thì đã được thu thập tài liệu và đưa ra xin cấp bằng phát minh vào năm 1862 bởi một người Pháp là Beau de Rochas trong một cuốn sách mỏng và dài dòng. Ông đã in khoảng ba trăm bản sách đó và chúng được đem phân phát ở Paris, nhưng không mang lại điều gì, và bằng sáng chế này cũng nhanh chóng hết hạn sau đó – còn cuốn sách thì hoàn toàn bị lãng quên. Trên thực tế, sự hiện diện của nó không được biết tới và Beau de Rochas không bao giờ chế tạo một động cơ riêng biệt.
Đa số các nhà sử học đồng ý rằng, Nikolaus Otto, người Đức, đã chế tạo ra chiếc động cơ bốn thì đầu tiên dù bằng sáng chế của ông bị bác bỏ. Ông không hề biết gì về bằng sáng chế hay ý tưởng của Beau de Rochas và hoàn toàn tự mình nghĩ ra ý tưởng đó. Thực tế ông đã bắt đầu suy nghĩ về khái niệm này năm 1861, nhưng đã bỏ rơi nó cho tới giữa thập kỷ 1870. Có một số bằng chứng, dù chưa được xác định, rằng Christian Reithmann, một người Áo sống ở Đức, đã chế tạo ra một chiếc động cơ bốn thì hoàn toàn dựa trên ý tưởng của mình năm 1873. Reithmann đã thực nghiệm các động cơ đốt trong ngay từ đầu năm 1852.
Năm 1883, Edouard Delamare-Deboutteville và Leon Malandin nước Pháp đã lắp một động cơ đốt trong dùng nhiên liệu là một bình khí gas đốt đèn thành phố lên một chiếc xe ba bánh. Khi họ thử nghiệm thiết bị này, chiếc vòi bình gas bị hở, gây ra một vụ nổ.
Năm 1884, Delamare-Deboutteville và Malandin chế tạo và xin cấp bằng sáng chế cho một phương tiện thứ hai. Chiếc xe này gồm một động cơ bốn thì dùng nhiên liệu lỏng lắp trên một cái xe ngựa bốn bánh cũ. Bằng sáng chế, và có lẽ cả chiếc xe, chứa nhiều cải tiến, và một số cải tiến đó còn được ứng dụng trong nhiều thập kỷ tiếp theo. Tuy nhiên, trong lần thử nghiệm đầu tiên, cái khung rời ra, và chiếc xe "rung lắc và rời ra từng mảnh" theo đúng nghĩa đen, theo lời thuật lại của Malandin. Cả hai người không chế tạo tiếp các xe khác nữa. Dự án kinh doanh của họ hoàn toàn không được nhắc tới và bằng sáng chế cũng không được sử dụng. Những kinh nghiệm và kết quả thực nghiệm của họ bị lãng quên trong nhiều năm sau.
Có lẽ, cuối thập kỷ 1870, một người Italia tên là Murnigotti đã xin cấp bằng phát minh cho ý tưởng lắp đặt một động cơ đốt trong lên trên một loại phương tiện, dù không có bằng chứng là đã từng chế tạo được một thứ như thế. Năm 1884, Enrico Bernardi, một người Italia khác đã lắp một động cơ đốt trong lên chiếc xe ba bánh của con ông. Dù nó đơn giản chỉ là một thứ đồ chơi, có thể nói rằng về mặt nào đó nó đã hoạt động khá thành công, nhưng một số người cho rằng động cơ quá yếu để có thể làm chiếc xe di chuyển được.
Tuy nhiên, nếu tất cả những cuộc thực nghiệm trên không diễn ra, có lẽ sự phát triển của ô tô sẽ không thể nhanh chóng như vậy bởi vì có nhiều cuộc thực nghiệm không được biết tới và chúng không bao giờ tiến tới được giai đoạn thử nghiệm. Ô tô dùng động cơ đốt trong thực sự có thể cho là đã bắt đầu ở Đức với Karl Benz năm 1885, và Gottlieb Daimler năm 1889, vì những chiếc xe của họ thành công nên họ có thể đưa vào sản xuất hàng loạt, và họ bị ảnh hưởng lẫn nhau.

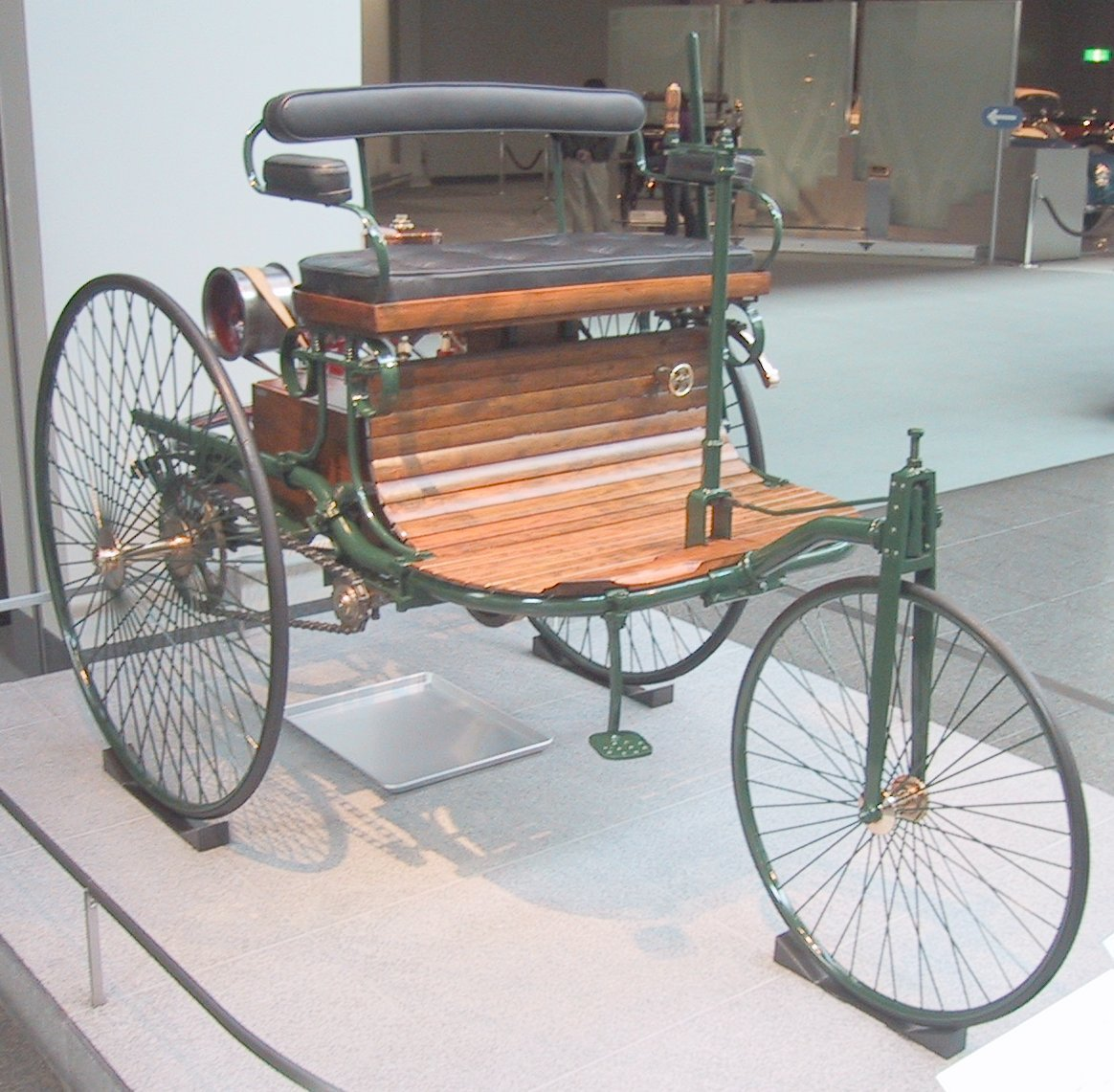
Mẫu của Benz Patent Motorwagen được xây năm 1885

Karl Benz bắt đầu xin những bằng phát minh mới về động cơ năm 1878. Ban đầu ông tập trung nỗ lực vào việc tạo ra một động cơ hai thì dùng nhiên liệu gas dựa trên thiết kế của Nikolaus Otto về loại động cơ bốn thì. Một bằng sáng chế về thiết kế của Otto đã bị bác bỏ. Karl Benz hoàn thành chiếc động cơ của mình vào đêm giao thừa và được cấp bằng phát minh cho nó năm 1879. Karl Benz chế tạo chiếc ô tô ba bánh đầu tiên của mình năm 1885 và nó được cấp bằng ở Mannheim, đề ngày tháng 1, 1886. Đây là -"chiếc ô tô đầu tiên được thiết kế và chế tạo theo đúng nghĩa"- chứ không phải là một cái xe ngựa, tàu, hay xe kéo được chuyển đổi.
Trong số những thiết bị mà Karl Benz phát minh cho ô tô có chế hoà khí, hệ thống điều chỉnh tốc độ cũng được gọi là chân ga, đánh lửa sử dụng các tia lửa điện từ một ắc quy, bugi, khớp ly hợp, sang số, và làm mát bằng nước. Ông đã chế tạo thêm các phiên bản cải tiến năm 1886-1887 và đưa vào sản xuất năm 1888, là chiếc xe đầu tiên trên thế giới được đưa vào sản xuất.
Gần 25 chiếc đã được chế tạo ra trước năm 1893, khi chiếc xe bốn bánh của ông được đưa ra giới thiệu. Chúng được lắp các động cơ bốn thì theo thiết kế của riêng ông. Emile Roger nước Pháp, đã chế tạo các động cơ của Benz dưới bằng phát minh của ông, và lúc ấy cũng đưa ô tô của Benz vào dây chuyền sản xuất của mình. Bởi vì Pháp là nơi có thái độ chấp nhận hơn với những chiếc ô tô đầu tiên, nói chung ô tô được chế tạo và bán ở Pháp qua Roger nhiều hơn số lượng của Benz lúc ban đầu ở chính nhà máy của ông ở Đức.

Karl Benz

Gottlieb Daimler, năm 1886, lắp động cơ bốn thì của mình lên một chiếc xe ngựa ở Stuttgart. Năm 1889, ông chế tạo hai chiếc xe có thể coi là những chiếc ô tô với rất nhiều cải tiến. Từ 1890 đến 1895 khoảng ba mươi chiếc đã được Daimler và người trợ lý sáng tạo của ông là Wilhelm Maybach, chế tạo ở cả các xưởng của Daimler hay tại Hotel Hermann, nơi họ lập ra một phân xưởng sau khi những người hỗ trợ rút lui. Hai người Đức đó, Benz và Daimler, dường như không biết tới công việc của nhau và làm việc độc lập. Daimler chết năm 1900. Trong thời chiến tranh thế giới thứ nhất, Benz đề xuất hợp tác giữa hai công ty do hai người lập ra, nhưng mãi tới năm 1926 hai công ty mới hợp nhất dưới cái tên Daimler-Benz với cam kết sẽ cùng tồn tại dưới tên này cho tới tận năm 2000.
Năm 1890, Emile Levassor và Armand Peugeot nước Pháp bắt đầu sản xuất hàng loạt các phương tiện gắn động cơ của Daimler, và từ đó mở ra nền tảng ban đầu cho công nghiệp ô tô ở Pháp. Chúng đều bị ảnh hưởng từ chiếc Stahlradwagen của Daimler năm 1889, từng được triển lãm ở Paris năm 1889.
Tại Hoa Kỳ, Henry Ford thành lập nên Ford Motor Company và đưa việc sản xuất ô tô thành dây chuyền. Năng suất tăng cao, giá thành mỗi chiếc rẻ hơn nên ô tô dần trở nên phổ biến ở Mỹ từ thập niên 1920.
Chiếc ô tô của Mỹ đầu tiên bằng động cơ đốt trong chạy nhiên liệu gas có lẽ đã được thiết kế năm 1877 bởi George Baldwin Selden ở Rochester, New York, ông đã xin cấp một bằng sáng chế cho một chiếc ô tô năm 1879. Selden không hề chế tạo một chiếc ô tô riêng biệt cho tới tận năm 1905, khi ông bị bắt buộc phải làm thế, theo luật. Selden nhận được bằng phát minh của mình và sau đó kiện Ford Motor Company vì vi phạm bằng phát minh của mình. Henry Ford hiển nhiên là chống đội lại hệ thống cấp bằng sáng chế Hoa Kỳ và trường hợp của Selden kiện Ford đã phải đưa lên Toà án tối cao, toà phán quyết rằng Ford, và bất kỳ người nào khác, tự do chế tạo ô tô mà không cần trả tiền cho Selden, bởi vì công nghệ ô tô đã phát triển mạnh từ khi Selden được cấp bằng và không ai còn chế tạo ô tô theo thiết kế của ông ta nữa.
Trong lúc ấy, những cải tiến quan trọng trong lĩnh vực năng lượng hơi nước ở Birmingham, Anh bởi Lunar Society đã xảy ra. Cũng chính ở nước Anh, thuật ngữ sức ngựa được đem ra sử dụng lần đầu tiên. Và cũng chính ở Birmingham những chiếc xe ô tô bốn bánh chạy bằng dầu được chế tạo lần đầu năm 1895 bởi Frederick William Lanchester. Lanchester cũng được cấp bằng phát minh ra phanh đĩa tại thành phố này. Các phương tiện chạy điện được một số nhỏ những công ty chế tạo.

### Cải tiến

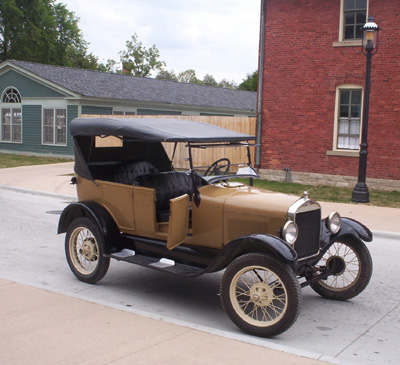
Ford Model T, 1927

Bằng sáng chế ô tô đầu tiên ở Hoa Kỳ được trao cho Oliver Evans năm 1789 cho chiếc "Amphibious Digger" (Máy xúc chạy trên cạn và dưới nước) của ông. Nó là một chiếc xà lan dùng động cơ hơi nước được lắp thêm bánh. Năm Evans trưng bày phương tiện tự hành thành công đầu tiên của mình, nó không chỉ là chiếc ô tô đầu tiên ở Mỹ mà còn là chiếc xe lội nước đầu tiên, vì khi nó dùng bánh xe để chạy trên mặt đất, và bánh guồng trên mặt nước. Chiếc xe không mang lại thành công và bị dỡ ra bán.
Chiếc Benz Motorwagen, chế tạo năm 1885, được trao bằng sáng chế ngày 29 tháng 1 năm 1886 của Karl Benz là chiếc xe đầu tiên sử dụng động cơ đốt trong. Năm 1888, diễn ra một đột phá mới trong lĩnh vực xe hơn với lần lái xe lịch sử của Bertha Benz. Bà đã lái chiếc xe do chồng mình chế tạo vượt khoảng cách hơn 106 km hay năm mươi dặm. Sự kiện này chứng tỏ khả năng áp dụng vào thực tế của ô tô và gây được tiếng vang trong dư luận, bà cho rằng đây là sự quảng cáo cần thiết cho phát để thúc đẩy thêm các phát minh. Chiếc xe của Benz là ôtô đầu tiên được đưa vào sản xuất và bán thương mại. Lần lái xe lịch sử của Bertha Benz hàng năm vẫn được coi là ngày lễ tại Đức, với các cuộc diễu hành ô tô cổ.
Ngày 5 tháng 11 năm 1895, George B. Selden được trao bằng sáng chế của Hoa Kỳ cho một động cơ ô tô hai thì (Bằng sáng chế Hoa Kỳ số 549.160). Bằng sáng chế này gây trở ngại nhiều hơn là góp phần phát triển ôtô ở Mỹ. Các ôtô dùng động cơ hơi nước, điện và xăng đã cạnh tranh với nhau trong nhiều thập kỷ, cuối cùng động cơ xăng đốt trong đã giành ưu thế áp đảo trong thập niên 1910.

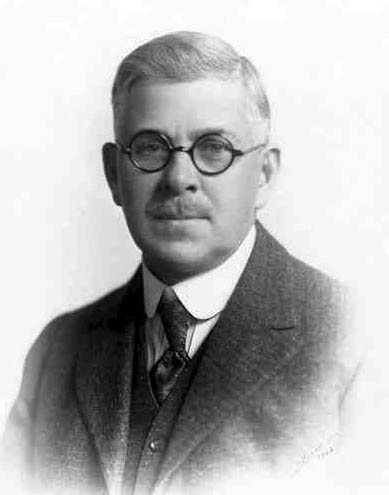
Ransom E. Olds, người sáng tạo ra Dây chuyền lắp ráp

Dây chuyền sản xuất ô tô lớn bắt đầu được Oldsmobile đưa ra năm 1902, sau này được Henry Ford phát triển thêm trong thập kỷ 1910. Kỹ thuật ô tô phát triển nhanh chóng, một phần nhờ sự cạnh tranh lẫn nhau giữa hàng trăm nhà sản xuất nhỏ nhằm giành được sự quan tâm của thế giới. Những phát triển quan trọng gồm hệ thống đánh lửa và tự khởi động điện (cả hai đều của Charles Kettering, cho loại xe của Cadillac Motor Company năm 1910-1911), bộ treo độc lập và phanh bốn bánh.

### Model cải tiến và thay đổi về thiết kế
ô tô không chỉ đơn thuần là một công cụ cơ khí được hoàn thiện; kể từ những năm 1920 gần như tất cả đã được sản xuất
hàng loạt để đáp ứng nhu cầu thị trường, do vậy các dự án tiếp thị và sản xuất đáp ứng thị trường thường thống lĩnh việc thiết kế ô tô. Chính Alfred P. Sloan là người thiết lập ý tưởng nhiều kiểu xe được sản xuất bởi một hãng, để người mua có thể "vươn lên" khi họ trở nên giàu lên. Những kiểu khác nhau này dùng chung một số linh kiện do vậy số lượng sản xuất nhiều sẽ làm giảm giá thành cho từng mệnh giá khác nhau. Ví dụ, vào năm 1950s, Chevrolet dùng chung phần trước xe, của, mái xe và của sổ với Pontiac; LaSalle của những năm 1930, bán ra bởi Cadillac, sử dụng những linh kiện cơ khí rẻ hơn được sản xuất bởi phân xưởng của Oldsmobile.

## Phân loại ô tô
Việc phân loại ô tô thông thường dựa vào cỡ thân xe và dung tích khí thải động cơ. Những quốc gia có nền công nghiệp ô tô phát triển lớn là Nhật Bản, Hoa Kỳ, và các nước châu Âu đưa ra các cách phân loại riêng. Ở châu Âu, trừ Anh, các nước trong EU có cùng cách phân loại.

## Các loại nhiên liệu thay thế và pin nhiên liệu
Với thuế xăng dầu cao, đặc biệt là ở châu Âu và các luật về môi trường ngày càng chặt chẽ, đặc biệt là ở California, và khả năng về các giới hạn thêm gắt gao về việc xả các khí hiệu ứng nhà kính, các nghiên cứu về các hệ thống xe sử dụng năng lượng khác vẫn tiếp tục.
ô tô sử dụng dầu diesel có thể chạy bằng biodiesel nguyên chất 100% với một ít hay không cần thay đổi về máy móc. Biodiesel có thể được làm ra từ dầu thực vật nhưng cần chế biến lại nếu muốn sử dụng trong các nước xứ lạnh. Thế mạnh chính của động cơ Diesel là 50% nhiên liệu cháy hết lợi hơn 23% trong các động cơ chạy xăng tốt nhất. Điều này làm động cơ Diesel có khả năng đạt hiệu năng trung bình 17 kilometers/một lít nhiên liệu. Nhiều ô tô hiện nay sử dụng xăng có thể chạy bằng ethanol, một loại nhiên liệu làm từ cây mía. Đa số xe thiết kế để chạy bằng xăng có khả năng chạy với nhiên liệu có tới 15% ethanol được trộn vào. Với một ít cải tiến, các xe chạy xăng có thể chạy bằng hỗn hợp xăng với tỉ lệ ethanol có thể cao đến 85%. Tất cả các xe chạy xăng có thể chạy bằng LPG. Có một số lo ngại rằng hỗn hợp ethanol-gasoline mài mòn các nắp van và phụ tùng sớm hơn. Theo lý thuyết, mức năng lượng thấp hơn của alcohol sẽ dẫn đến suy giảm đáng kể hiệu quả và tầm xa của động cơ khi so với động cơ xăng. Tuy nhiên, các thử nghiệm EPA thực tế cho thấy chỉ có giảm đi 20-30% về tầm xa. Do đó, nếu xe của bạn có khả năng chạy được 750 kilomet với một bình 50 lit (15 kilomet một lit), tầm xa của nó sẽ giảm xuống khoảng 600 kilometers (12 kilometers một liter). Đương nhiên, có nhiều phương pháp hiện tại để tăng hiệu năng này, ví dụ như cấu hình camshaft khác, thay đổi thời gian đánh lửa, tăng độ nén, hay đơn giản là sử dụng một bình xăng lớn hơn.
Ở Hoa Kỳ, nhiên liệu alcohol được sản xuất trong alcohol bắp chưng cất cho đến khi việc sản xuất alcohol bị cấm vào năm 1919. Brasil là nước duy nhất sản xuất ô tô chạy bằng ethanol nguyên chất, tên gọi là Flex, kể từ cuối những năm 1970.

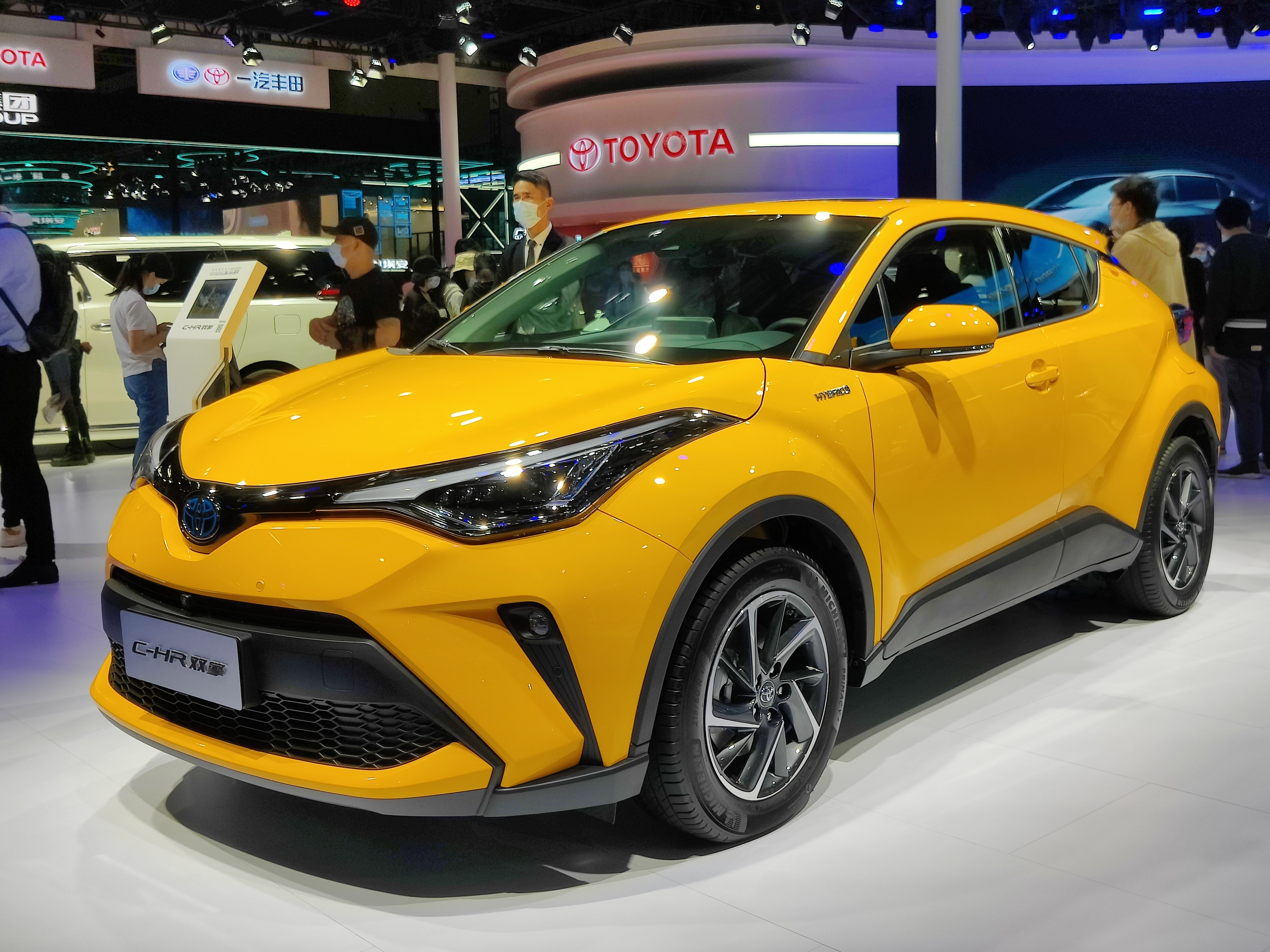
Một chiếc xe Toyota C-HR Hybrid của Nhật Bản

Các cố gắng chế tạo xe chạy bằng pin acquy tiếp tục trong suốt những năm 1990 (đáng chú ý nhất là General Motors với kiểu xe EV1), nhưng chúng không có hiệu quả kinh tế. Các loại xe chạy bằng pin acquy chủ yếu sử dụng pin acquy acid chì và pin NiMH. Khả năng nạp lại của loại pin acid chì giảm đáng kể nếu như chúng bị sử dụng hết trên 75% thường xuyên, làm chúng không là một giải pháp lý tưởng. Các pin NiMH là lựa chọn tốt hơn, nhưng đắt hơn đáng kể so với chì-acid.
Các nghiên cứu và phát triển hiện nay xoay quanh loại xe "hybrid" sử dụng cả năng lượng điện và động cơ đốt trong. Loại xe hybrid đầu tiên bán ra ở USA là loại Honda Insight. Cho đến 2005, loại xe này vẫn được sản xuất và đạt được khoảng 25.5 kilomet một lit.
Các nỗ lực nghiên cứu và phát triển trong các dạng nhiên liệu khác tập trung vào việc phát triển pin nhiên liệu, các dạng động cơ đốt trong khác như GDI và HCCI, và ngay cả chứa đựng năng lượng dưới dạng khí nén (xem động cơ nước).

## An toàn
Tai nạn dường như cũng cổ xưa như là ô tô. Joseph Cugnot đâm chiếc xe chạy bằng hơi nước "Fardier" vào bức tường vào năm 1769. Tai nạn ô tô tử vong đầu tiên được ghi lại là Bridget Driscoll vào 17-08-1896 ở Luân Đôn và tai nạn đầu tiên ở Hoa Kỳ là Henry Bliss vào ngày 13-09-1899 ở Thành phố New York.
ô tô có hai vấn đề an toàn cơ bản: Người lái phạm lỗi, và bánh xe mất đi sức kéo lúc thắng gấp. Điều khiển tự động đã được đưa ra và thiết kế thành công. Các băng an toàn ngang vai hành khách có thể chịu được cú dừng khẩn cấp với gia tốc 32G (giảm đi khoảng cách an toàn giữa hai xe 64-lần) nếu các đường cao tốc có thể thêm vào một đường ray bằng thép cho việc thắng gấp. Cả hai cải tiến an toàn cho đường xe được nghĩ là quá đắt đối với các chính quyền, mặc dù những cải tiến này có thể tăng đáng kể số lượng xe sử dụng đường cao tốc một cách an toàn.
Các nghiên cứu an toàn sớm nhất tập trung vào tăng sự bảo đảm của thắng và giảm đi sự dễ bắt lửa của hệ thống nhiên liệu. Ví dụ, các khoang máy hiện đại mở ra dưới đáy để hơi nhiên liệu, nặng hơn không khí, có thể thông ra môi trường bên ngoài. Các thắng là thủy lực do đó các hư hỏng thường là rò rỉ chậm chạp, hơn các dây thắng bị đứt đột ngột.
Các nghiên cứu có hệ thống về tai nạn xe bắt đầu từ 1958 tại Công ty Ford Motor. Kể từ đó, đa số nghiên cứu đã tập trung vào việc hấp thu năng lượng đụng xe với những tấm có thể phá vỡ được và làm giảm chuyển động của cơ thể con người trong khoang hành khách. Có những thử nghiệm quy chuẩn cho các ô tô loại mới, như là thử nghiệm EuroNCAP và US NCAP Lưu trữ ngày 27 tháng 7 năm 2004 tại Wayback Machine. Cũng có những thử nghiệm bởi các tổ chức khác như là IIHS và được ủng hộ bởi công nghiệp bảo hiểm.
Dù cho các tiến bộ về kỹ thuật, vẫn có số lượng tử vong đáng kể từ tai nạn ô tô: Khoảng 40.000 người chết hàng năm ở Hoa Kỳ, số lượng tương tự ở châu Âu. Con số này tăng lên hàng năm cùng với sự tăng lên của dân số và việc đi lại nếu như không có biện pháp nào được đưa ra, như tỉ lệ tính trên đầu người và trên từng dặm đi lại giảm xuống đều đặn. Tổng số tử vong dự đoán sẽ tăng gần gấp đôi vào năm 2020. Một con số cao hơn các tai nạn đem lại kết quả là thương tích hay tàn phế vĩnh viễn. Các con số tai nạn cao nhất được thống kê ở Trung Quốc và Ấn Độ. Liên minh châu Âu có một chương trình chặt chẽ để giảm tử vong ở EU phân nửa cho đến năm 2010 và các nước thành viên bắt đầu thi hành các biện pháp đó.

## Sản xuất hiện nay

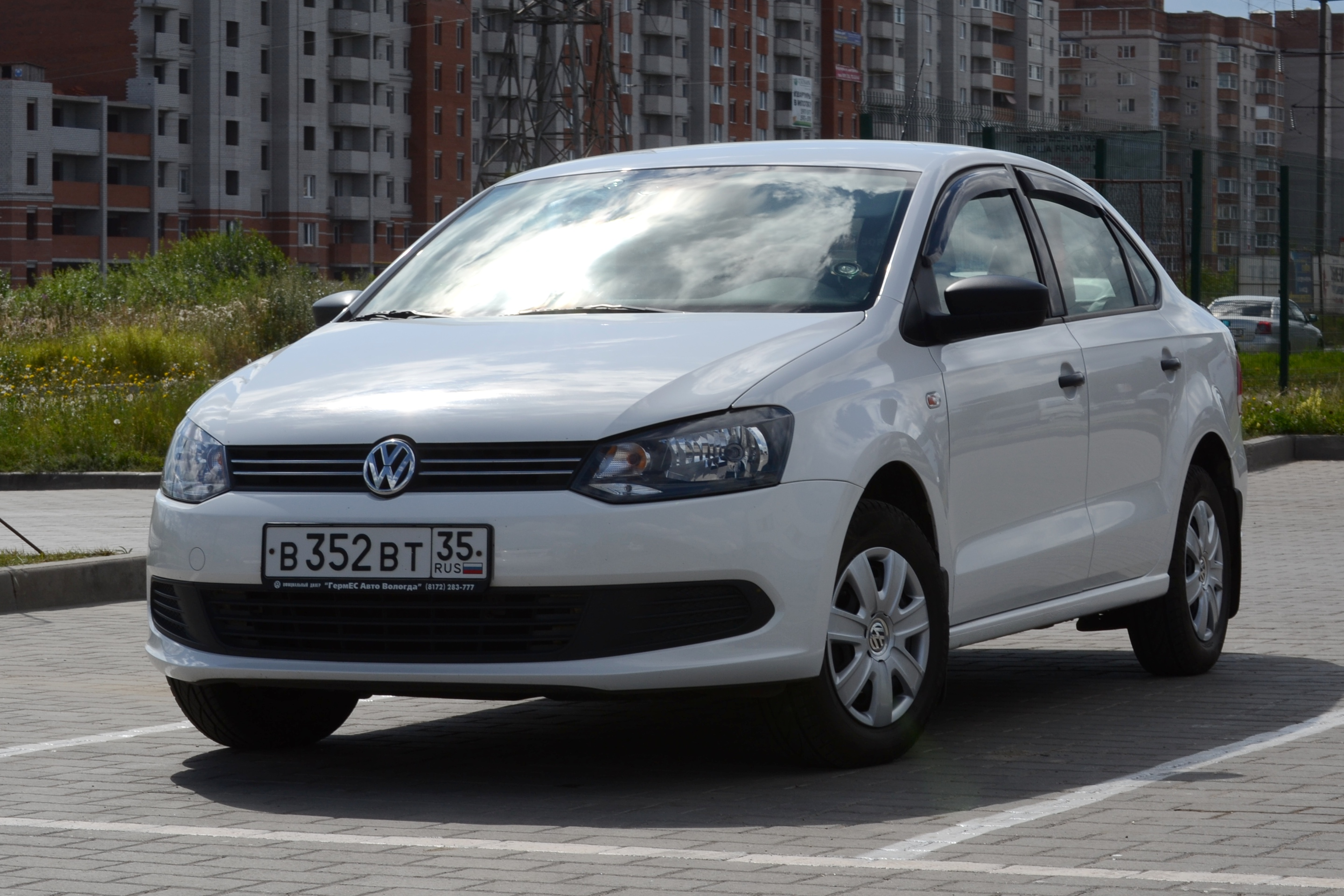
Volkswagen Polo phiên bản Sedan

Trong năm 2023, hơn 93.5 triệu xe hơi và xe tải hạng nhẹ đã được sản xuất toàn thế giới. Nơi sản xuất ô tô lớn nhất thế giới (bao gồm cả những xe vận tải hạng nhẹ) trong năm đó là Trung Quốc với 30.16 triệu xe. Theo sau là Hoa Kì (10.6 triệu xe), Nhật Bản (gần 9 triệu xe), Ấn Độ (5.85 triệu xe) và Hàn Quốc (4.24 triệu xe).
Các vùng thương mại tự do lớn như EU, USMCA và MERCOSUR thu hút các nhà sản xuất ô tô trên khắp thế giới tới chế tạo sản phẩm tại khu vực của mình với ưu thế không bị rủi ro tiền tệ và thuế quan, kèm theo đó là khả năng tiếp cận khách hàng cao. Trên thực tế, một nhà sản xuất xe hơi có thể thiết kế xe ở nước A và đặt nhà máy lắp ráp ở nước B để xuất khẩu, được phản ánh ở số lượng bằng sáng chế cũng như vị trí của các trung tâm R&D. Vì thế những con số về sản lượng không phản ánh hết trình độ kỹ thuật hay tiềm năng thương mại của các vùng.
Công nghiệp ô tô hiện nay được chiếm đa số bởi một số lượng khá nhỏ các nhà sản xuất như Toyota, Volkswagen, Stellantis hay Huyndai Motor Company.  Ferrari hiện là nhà sản xuất có lợi nhuận trên từng sản phẩm cao nhất trong năm 2023. Dẫu vậy,  công nghiệp ô tô ở quy mô lớn vẫn chịu rủi ro cao khi sản xuất dưới công suất thiết kế.

## Tương lai
Để hạn chế tai nạn, đã có những nỗ lực phát triển các ô tô tự lái. Nhiều dự án như vậy đã được NHTSA tài trợ, gồm cả dự án của nhóm NavLab  Lưu trữ ngày 26 tháng 3 năm 2006 tại Wayback Machine tại Đại học Carnegie Mellon. Cuộc đua nổi tiếng Grand Challenge do DARPA tài trợ cũng là một phần trong nỗ lực này.

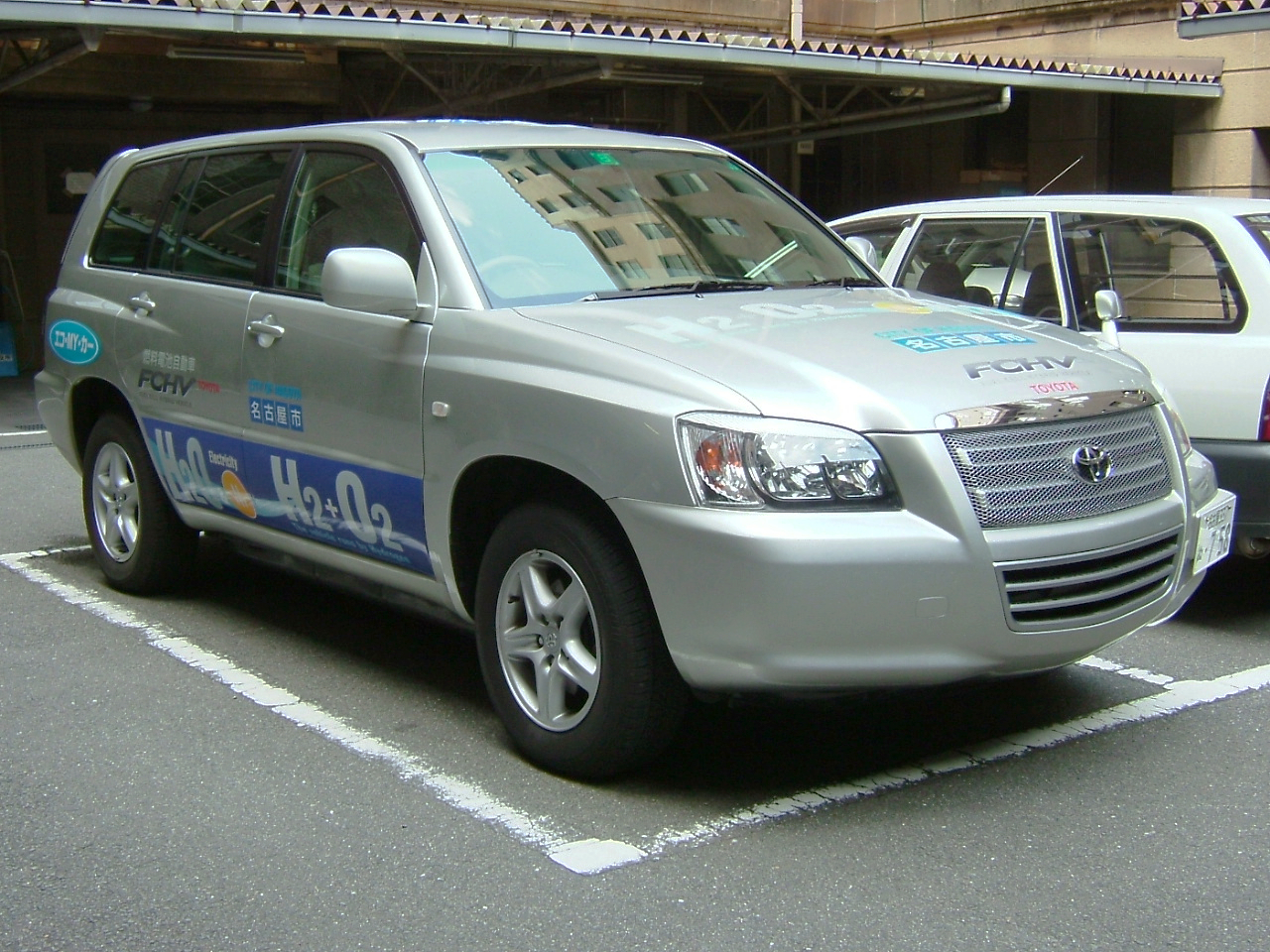
Ô tô chạy pin nhiên liệu (Fuel Cell Hybrid Vehicle) của Toyota. ô tô pin nhiên liệu chạy bằng hydro do Toyota Motor phát triển,. 2005

 Một phát minh mới đây là Hệ thống ổn định điện tử (ESP) do Bosch đưa ra và được cho rằng có khả năng giảm con số thiệt mạng tới 30% và được nhiều nhà làm luật cũng như các công ty sản xuất ô tô đề xuất là tính năng tiêu chuẩn cho mọi ô tô bán tại EU. ESP ghi nhận những tình trạng nguy hiểm và sửa đổi sự điều khiển của người lái trong một thời gian ngắn nhằm ổn định xe.
Mối đe dọa lớn nhất với ô tô là sự cạn kiệt nguồn cung dầu mỏ, điều này không làm ngừng hoàn toàn việc sử dụng ô tô nhưng khiến nó trở nên rất đắt đỏ. Bắt đầu từ năm 2006, 1 lít xăng có giá xấp xỉ 1.60 USD tại Đức và các nước châu Âu khác. Nếu không có biện pháp tìm ra loại nhiên liệu rẻ hơn trong tương lai gần, ô tô cá nhân có thể sẽ giảm sút lớn về số lượng. Tuy nhiên, sự di chuyển của cá nhân rất quan trọng trong xã hội hiện đại, vì vậy nhu cầu với ô tô khó giảm sút nhanh chóng. Các phương tiện di chuyển cá nhân thay thế như Personal rapid transit, có thể biến ô tô thành phương tiện lỗi thời nếu nó chứng minh được về tính hữu dụng cũng như có giá thành thấp.
Ô tô hybrid, chạy bằng pin nhiên liệu và động cơ điện, hoặc được tích hợp cả một động cơ đốt trong truyền thống, được cho là phương tiện thay thế ô tô dùng nhiên liệu hóa thạch trong vài thập kỷ tới. Vật cản lớn nhất cho việc sản xuất ô tô chạy hydro là giá thành sản xuất ra loại nhiên liệu này bằng quy trình điện phân, nó có hiệu quả thấp và đòi hỏi tiêu tốn khá nhiều điện, vốn cũng là một nguồn nhiên liệu đắt đỏ. Tuy nhiên, hydro tạo ra năng lượng gấp 5 lần so với xăng 93, không thải khí CO2 và hứa hẹn sẽ có giá thành thấp khi sản xuất hàng loạt. Các kỹ sư của BMW đã công bố về việc lắp đặt động cơ nhiên liệu hydro hiệu suất cao trên những chiếc series 7 của họ.

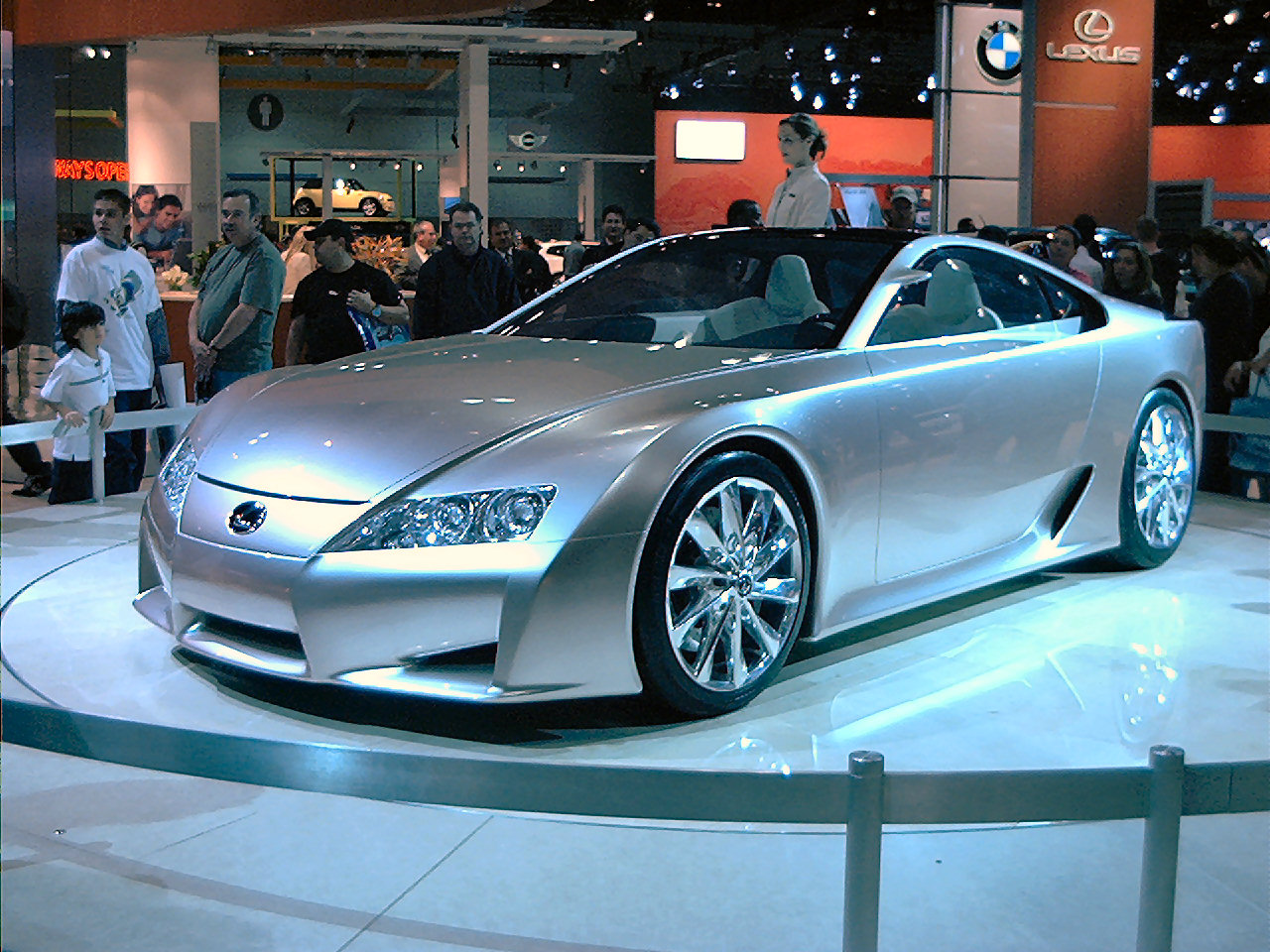
ô tô ý tưởng Lexus LF-A tại Triển lãm Ô tô Los Angeles 2006

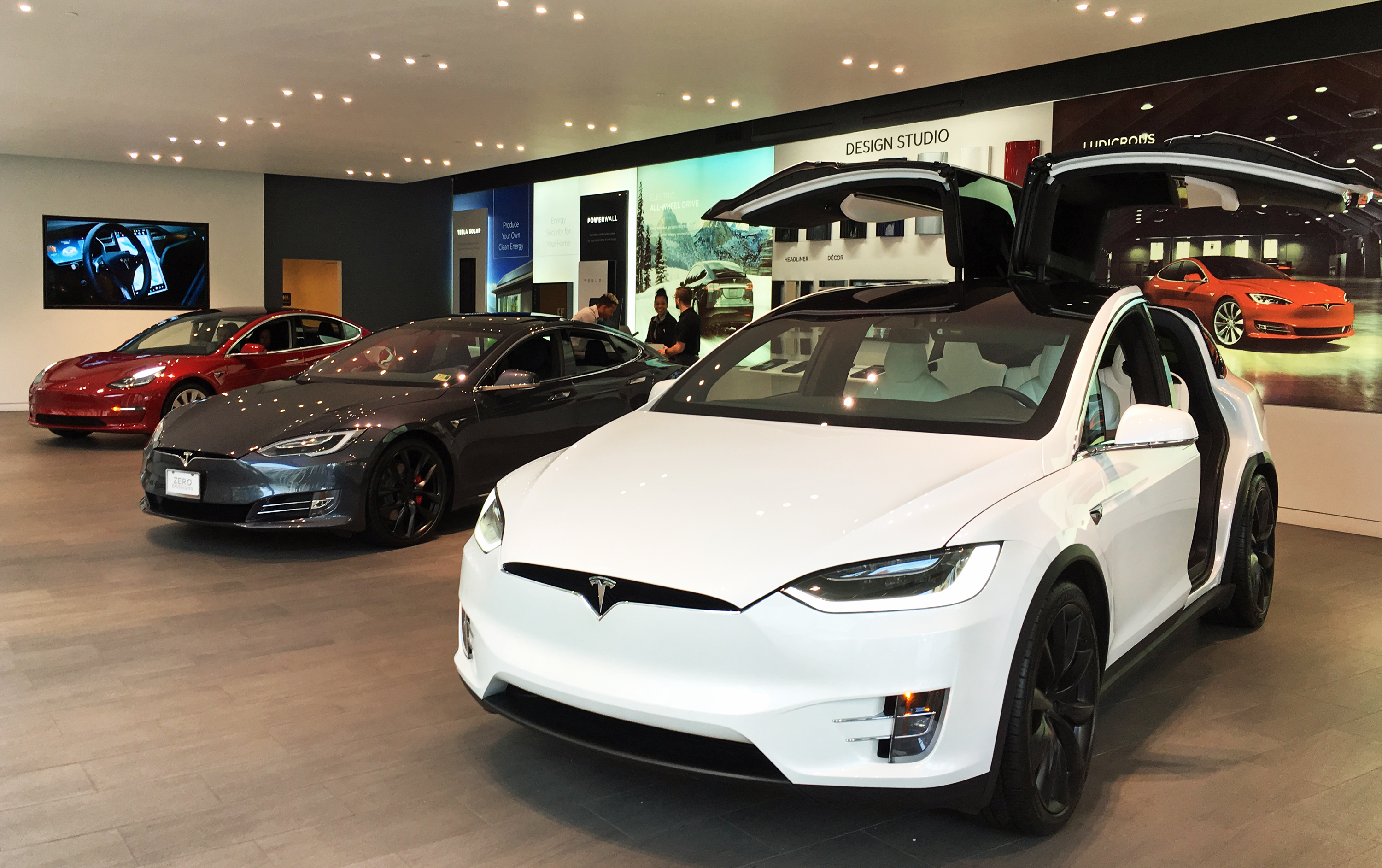
Một số chiếc xe điện của hãng Tesla

Xe chạy điện cũng là một ý tưởng về loại xe dùng nhiên liệu thay thế; động cơ điện có hiệu năng cao hơn động cơ đốt trong và có tỷ lệ công suất trên trọng lượng lớn. Chúng cũng hoạt động hiệu quả hơn và tạo ra momen xoắn lớn hơn khi đang đỗ, vì thế rất thích hợp để dùng cho ô tô. Ngoài ra không cần tới một hệ thống truyền lực phức tạp. Tuy nhiên, ô tô điện lại bị những trở ngại do kỹ thuật pin điện – còn rất lâu pin nhiên liệu mới có nguồn năng lượng tương đương với một bình nhiên liệu lỏng cho những chặng đường xa, và cũng không hề có cơ sở hạ tầng cung cấp nhiên liệu cho chúng. Một phương án khác khả dĩ hơn có thể là sử dụng một động cơ đốt trong nhỏ để phát điện - phương án này có thể có hiệu năng cao hơn bởi vì động cơ đốt trong luôn chạy ở một vận tốc, sử dụng nhiên liệu rẻ hơn như dầu diesel và giảm được trọng lượng, hệ thống truyền động phức tạp của các ô tô kiểu cũ. Phương án này đã chứng minh hữu ích trên đầu tàu hoả nhưng vẫn còn một chặng đường dài để có thể áp dụng cho ô tô.
Ngành công nghiệp ô tô gần đây đã xác định rằng thị trường tiềm năng phát triển nhất (cả về doanh thu và lợi nhuận), là phần mềm. Ô tô ngày nay được trang bị phần mềm mạng rất hữu dụng; từ việc nhận biết tiếng nói tới các hệ thống định vị và các hệ thống giải trí khác trong xe (DVD/Games)... Phần mềm hiện chiếm 35% giá trị xe, và phần trăm giá trị này sẽ còn tiếp tục tăng thêm. Lý thuyết đằng sau sự kiện này là các hệ thống cơ khí ô tô sẽ chỉ còn là một loại tiện nghi, và sản phẩm thực sự sẽ có sự khác biệt ở phần mềm. Nhiều ô tô hiện nay được trang bị full blown 32bit real-time memory protected operating systems such as QNX.

## Một số tên hiệu ô tô
Volkswagen, Mercedes, Opel, BMW, Audi, Ford, Renault, Toyota, Skoda, Peugeot, Citroen, Fiat, Mazda, Seat, Nissan, Hyundai, Honda, Kia, Volvo, Mitsubishi, Suzuki, Smart, Mini (BMW), Chevrolet, Porsche, Alfa Romeo, Daihatsu, Chrysler, Subaru, Land Rover, Jeep, Lexus, Jaguar, Ssangyong, Lancia, General Motors, Sonstige, Gesamt, Daewoo, Range Rover, Infinite, Bugati, Lamborghini, Ferrari, Bentley, Rolls Royce, Acura, VinFast.